# Burkhart Braunbehrens
Burkhart von Braunbehrens (* 22. März 1941 in Freiburg im Breisgau) ist ein deutscher Maler. Er war Anteilseigner und Mitglied des Aufsichtsrats des Rüstungsunternehmens Krauss-Maffei Wegmann und protestierte 2012 gegen den Verkauf von Kampfpanzern des Typs Leopard 2A7+ des Konzerns an Saudi-Arabien.

## Leben
Braunbehrens erhielt von 1957 bis 1959 Unterricht bei Willi Geiger in München. Von 1961 bis 1971 studierte er Soziologie, Romanistik, Kunstgeschichte und Volkswirtschaft. Laut taz war er „1968 Kopf der Studentenbewegung in Heidelberg“. Von 1972 bis 1975 war er Zeitungsredakteur bei der Kommunistischen Volkszeitung. Nach eigener Aussage erbte er Unternehmensanteile von Krauss-Maffei Wegmann (KMW), die er verkaufte, und investierte in den Aufbau der Druckerei des Kommunistischen Bundes Westdeutschland (KBW). 1975  verbrachte er 7 Monate im Gefängnis, wo er eine Strafe wegen der Anmeldung und Beteiligung an einer Demonstration gegen die Anwesenheit des früheren Verteidigungsministers der USA McNamara bei einer Weltbankkonferenz in Heidelberg absaß. Von 1976 bis 1980 war er als Industriearbeiter tätig, schloss eine Druckerlehre ab und war Betriebsrat bei ZEWAWELL in Mannheim. Ab 1982 beteiligte er sich an Kunstausstellungen in Mannheim, Heidelberg, Karlsruhe, Ludwigshafen, Berlin und Paris.
1984, nach dem Tod des Vaters, erbte er wiederum Anteile von KMW und wurde Mitbegründer eines alternativen Wohnprojekts. Seit 1985 hat er ein Atelier in Ebertsheim. Der Musikwissenschaftler Volkmar Braunbehrens ist sein Zwillingsbruder, der Philologe Adrian Braunbehrens ein weiterer Bruder.
Sein öffentlicher Widerspruch im Juni 2012 gegen den Verkauf von Kampfpanzern des Typs Leopard 2A7+ an Saudi-Arabien zu Zeiten des Arabischen Frühlings erregte bundesweit Aufmerksamkeit. Saudi-Arabien wollte Medienberichten zufolge 600–800 Panzer mit einem Schätzwert von zehn Milliarden Euro ordern. Unter anderem schrieb er einen offenen Brief an den Bundespräsidenten Joachim Gauck. Er wurde daraufhin aus dem Aufsichtsrat von Krauss-Maffei Wegmann, dem er knapp drei Jahre angehörte, abgewählt.
Die Debatte über die Panzerdeals war von einer Aktion der Künstlerinitiative Zentrum für politische Schönheit belebt worden. Um das Geschäft zu verhindern, setzte sie eine Prämie von 25.000 Euro für Hinweise aus, die die Eigentümer von Krauss-Maffei Wegmann ins Gefängnis bringen.
2013 stellte Braunbehrens im Wirtschaftsteil der Welt am Sonntag dar, wie sein Versuch bis dahin scheiterte, seine Anteile an dem Rüstungsunternehmen zu veräußern. Er erklärte, dass die Geheimhaltungsvorschriften für den Bundessicherheitsrat die Rüstungsexportentscheidungen faktisch der demokratischen Kontrolle entzogen, sodass Richtlinien, die die Einhaltung von Demokratie und Menschenrechten zur Bedingung machen, ausgehebelt werden konnten. 2014 konnte er den Ausstieg aus der Beteiligung über ein Schiedsgerichtverfahren und einen Vergleich erreichen.
Letztlich fand der Leopard-Export nicht statt, wie der Botschafter Saudi-Arabiens Awwad Al-Awwad 2016 erklärte.
Burkhart Braunbehrens war Mitglied im Künstlerbund Rhein-Neckar. Unter dem Pseudonym Berta von Brunsbrek ist 2022 eine Biografie erschienen.